# Wilhelm Daniel
Friedrich Wilhelm Daniel (* 27. Februar 1825 in Großgartach bei Heilbronn; † 4. Dezember 1881) war ein deutscher Buchdrucker und Zeitungsverleger.
Er pachtete von 1844 bis 1848 die Ribler'sche Hofbuchdruckerei in Hechingen und redigierte die Hohenzollerischen Blätter. 1848 zog Wilhelm Daniel mit seiner aus Hechingen stammenden Frau und seinen Kindern nach Balingen. Dort eröffnete er eine Buchdruckerei und gab ab Oktober 1848 eine Zeitung heraus – das Politische Volksblatt für Stadt und Land, welcher heute als Zollern-Alb-Kurier fortbesteht. Der Betrieb ging 1867 an seinen Sohn Adolf Daniel über. Wilhelm Daniel gehörte zusammen mit seinem Sohn 1877 zu den Gründern des Gesangsvereins Liederkranz Balingen und war auch dessen erster Vorsitzender.